# Rugby Lyons 2019-2020

## TOP12 2019-20

### Stagione regolare
| Incontro              | Andata | Ritorno   |
| --------------------- | ------ | --------- |
| Lyons — Rovigo        | 14-45  | 19-50     |
| Viadana — Lyons       | 31-22  | annullata |
| Petrarca — Lyons      | 31-8   | annullata |
| Lyons — Mogliano      | 13-9   | annullata |
| Reggio Emilia — Lyons | 40-20  | annullata |
| Lyons — Calvisano     | 29-31  | annullata |
| Fiamme Oro — Lyons    | 36-35  | annullata |
| Lyons — I Medicei     | 21-24  | annullata |
| Colorno — Lyons       | 29-22  | annullata |
| Lyons — S.S. Lazio    | 19-18  | annullata |
| San Donà — Lyons      | 20-16  | annullata |

#### Risultati della stagione regolare
| Posizione | G  | V | N | P  | PF  | PS  | DP   | B | Pt |
| --------- | -- | - | - | -- | --- | --- | ---- | - | -- |
| 11ª       | 12 | 2 | 0 | 10 | 238 | 364 | -126 | 6 | 14 |

## Coppa Italia 2019-20

### Prima fase
| Incontro              | Risultato |
| --------------------- | --------- |
| Reggio Emilia — Lyons | 47-12     |
| Lyons — Viadana       | 3-38      |

#### Risultati della prima fase
| Posizione | G | V | N | P | PF | PS | DP  | B | Pt |
| --------- | - | - | - | - | -- | -- | --- | - | -- |
| 3ª        | 2 | 0 | 0 | 2 | 18 | 85 | -67 | 0 | 0  |